# 채텀켄트 메모리얼 아레나
채텀켄트 메모리얼 아레나(Chatham Memorial Arena)는 캐나다 온타리오주 채텀켄트에 위치한 실내 경기장이다. 과거 IHL 채텀켄트 마룬스의 홈경기장으로 사용했다.